# Ataque egípcio ao Aeroporto Internacional de Larnaca
Em 19 de fevereiro de 1978, as forças especiais egípcias invadiram o Aeroporto Internacional de Lárnaca, perto de Lárnaca, no Chipre, numa tentativa de intervir num sequestro. Anteriormente, dois assassinos mataram Yusuf Sibai, um editor de jornal egípcio, e depois prenderam como reféns vários árabes que participavam de uma convenção, em Nicósia. Enquanto as forças cipriotas tentavam negociar com os sequestradores no aeroporto, as tropas egípcias lançaram o seu próprio ataque sem autorização das autoridades cipriotas.
O ataque não autorizado levou os egípcios e os cipriotas a trocar tiros, matando ou ferindo mais de 20 egípcios. Como resultado, o Egito e o Chipre cortaram laços políticos durante vários anos após o incidente.

## Sequestro
Nas últimas horas do dia 18 de fevereiro de 1978, Yusuf Sibai, editor de um importante jornal egípcio e amigo do presidente egípcio à época, Anwar Sadat, foi assassinado por dois homens armados numa convenção realizada no Nicosia Hilton. Além disso, os dois assassinos prenderam 16 delegados da convenção árabe como reféns (entre eles, dois representantes da OLP e um cidadão egípcio) e exigiram transporte para o Aeroporto Internacional de Larnaca. E também exigiram uma aeronave Cyprus Airways Douglas DC-8. Após negociações com as autoridades cipriotas, os sequestradores foram autorizados a retirar a aeronave de Chipre com 11 reféns e quatro tripulantes. A aeronave, no entanto, teve negada a autorização para pousar em Djibuti, na Síria e na Arábia Saudita, sendo forçada a retornar e pousar em Chipre horas após. Entre os reféns, estava um assessor do líder da OLP, Yasser Arafat, que ligou para o presidente cipriota, Spyros Kyprianou, e ofereceu os serviços de um esquadrão de doze homens armados da Força 17. O Presidente Kyprianou aceitou e despachou um avião para Beirute para buscá-los. O esquadrão foi mantido fora de vista dentro do terminal, caso a situação com os sequestradores piorasse. Mais tarde, houve relatos de que os homens de Arafat participaram no tiroteio contra os comandos egípcios, mas as autoridades cipriotas insistem que o esquadrão da OLP não disparou tiros.
De acordo com uma reportagem da revista Time, Sadat ficou magoado com o assassinato do seu amigo pessoal e, pouco depois do telefonema de Arafat, implorou ao Presidente Kyprianou que resgatasse os reféns e extraditasse os terroristas para o Cairo. O presidente cipriota respondeu que supervisionaria pessoalmente a operação de resgate e quaisquer negociações, e viajou para o aeroporto. Contudo, de acordo com o mesmo relatório, Sadat despachou a Força-Tarefa 777 de uma unidade de comando de elite para Chipre a bordo de uma aeronave de transporte C-130 Hercules. O Cairo limitou-se a informar Kyprianou que “pessoas estão a caminho para ajudar a resgatar os reféns” e não revelou quem estava a bordo nem quais eram as suas intenções. Ao desembarcar no Chipre, a força egípcia imediatamente lançou um ataque total, despachando um único Jeep com três homens para correr à frente de cerca de 58 soldados (outro relatório indica este número em 74) movendo-se em direção ao avião sequestrado à pé.

## Ataque egípcio
À medida que as tropas egípcias avançavam rapidamente em direção ao avião DC-8 sequestrado e às forças especiais cipriotas que o cercavam, as forças especiais cipriotas (LOK) emitiram um único aviso verbal para que parassem, embora existam relatórios que relatam que os cipriotas tenham emitido dois avisos verbais, exigindo que os egípcios retornassem às suas aeronaves. No momento em que isso ocorreu, os ocupantes do jipe egípcio e os operadores cipriotas trocaram tiros, e o jipe foi atingido por uma granada de propulsão por foguete (RPG), bem como por tiros, matando todos os três ocupantes.
Quando o veículo parou, os cipriotas e a principal força egípcia confrontaram-se a uma distância inferior a 300 metros, e há vários relatos de que os egípcios, que não tinham qualquer forma de cobertura, caíram na pista em posições de tiro de bruços. Neste momento, as duas forças enfrentaram-se com tiros pesados, e os cipriotas abriram fogo contra a aeronave egípcia C-130H com um 106mm antitanque, atingindo-o no nariz e matando os três tripulantes a bordo.
Com as suas aeronaves destruídas, a força egípcia e as forças especiais cipriotas trocaram tiros durante quase uma hora em combates esporádicos na pista aberta. Algumas das tropas egípcias se protegeram em um avião vazio da Air France que estava próximo.
Kyprianou, que assistia aos acontecimentos a partir da torre de controle do aeroporto, foi forçado a se retirar das janelas e se proteger enquanto os comandos egípcios disparavam contra a torre com tiros automáticos.

## Consequências
Quinze homens da força de comando egípcia foram mortos, além dos três tripulantes da aeronave de transporte C-130H Hercules que morreram ao serem atingidos por um míssil. Estima-se que mais 15 comandos egípcios tenham sido levados feridos para o Hospital Geral de Larnaca com ferimentos de bala.
Após o ataque, descobriu-se que a rendição dos dois sequestradores já tinha sido assegurada no momento do fracassado ataque egípcio, e os dois homens foram feitos prisioneiros pelos cipriotas e posteriormente extraditados para o Egito, onde receberam sentenças de morte, mais tarde as penas foram substituídas para prisão perpétua.
Em 20 de Fevereiro, o Egito pediu que seus diplomatas retornassem ao país e solicitou ao governo cipriota que fizesse o mesmo no Cairo. Chipre, portanto, solicitou a retirada do adido militar do Egito. Com isso, o Egito e o Chipre cortaram laços políticos durante vários anos após o incidente, até que o Presidente Anwar Sadat foi assassinado em 1981.
O Presidente Kyprianou apresentou a reconciliação e pediu desculpas, mas afirmou que Chipre não poderia ter permitido que os egípcios agissem. Outros países árabes, como a Síria e a Líbia, denunciaram a ação do Egito.
Como consequência do impasse, o governo egípcio formou uma unidade antiterrorista dentro das Forças El-Sa'ka, que recebeu o nome da força-tarefa egípcia. Sete anos depois, seriam despachados numa missão semelhante a Malta para atacar um avião egípcio sequestrado, outra operação fracassada que resultou na morte de dezenas de passageiros.